# نیکی اندرسن
نیکی اندرسن (انگلیسی: Nicky Andersen؛ زادهٔ ۲۹ مارس ۱۹۶۹ ‏(۵۵ سال)) بازیکن فوتبال است.
از باشگاه‌هایی که در آن بازی کرده‌است می‌توان به باشگاه فوتبال تاموورث اشاره کرد.